# Municipio de San Miguel Ahuehuetitlán
El municipio de San Miguel Ahuehuetitlán (del náhuatl: ahuehuetl, titl ‘ahuehuete, entre’‘Entre los ahuehuetes’)es uno de los 570 municipios que conforman al estado mexicano de Oaxaca. Pertenece al distrito de Silacayoapam, dentro de la región mixteca. Su cabecera es la localidad homónima.

## Geografía
El municipio abarca 95.64 km² y se encuentra a una altitud promedio de 1370 m s. n. m., oscilando entre 2100 y 1200 m s. n. m.
Colinda al noroeste con el municipio de Zapotitlán Lagunas y al noreste con el municipio de San Juan Ihualtepec; al este con el municipio de Santiago Tamazola; al sur con el municipio de San Juan Bautista Tlachichilco y al suroeste con el municipio de San Andrés Tepetlapa; y al oeste con un pequeño sector del municipio de San Mateo Nejápam.

### Fisiografía
San Miguel Ahuehuetitlán pertenece a la subprovincia de la cordillera costera del sur, dentro de la provincia de la Sierra Madre del Sur. Su territorio está compuesto por el sistema de topoformas del lomerío con cañadas en el 59%, por la sierra baja en el 40% y el cañón típico en el 1% restante. El tipo de relieve que predomina es el lomerío.

### Hidrografía
El municipio se encuentra en la subcuenca del río Coycoyan, dentro de la cuenca del río Tlapaneco, perteneciente a la región hidrológica del Balsas. El principal afluente de la demarcación es el arroyo Peña del río.

## Clima
El clima de San Miguel Ahuehuetitlán es semicálido subhúmedo con lluvias en verano en el 85% de su superficie y cálido subhúmedo con lluvias en verano en el 15% restante. El rango de temperatura promedio es de 20 a 22 grados centígrados, el mínimo promedio es de 10 a 12 grados y el máximo de 30 a 32 grados. El rango de precipitación media anual es de 800 a 1000 mm y los meses de lluvias son de noviembre a abril.

## Demografía
De acuerdo al último censo, realizado por el INEGI en 2010, en el municipio habitan 2465 personas, repartidas entre 5 localidades. Del total de habitantes de San Miguel Ahuehuetitlán, 1367 hablan alguna lengua indígena.

### Localidades
El municipio posee 5 localidades, de las cuales la más poblada es la cabecera, San Miguel Ahuehuetitlán.
| Código INEGI | Localidad                | Población (2010) | Altitud (m s. n. m.) | Categoría  |
| ------------ | ------------------------ | ---------------- | -------------------- | ---------- |
| 202590001    | San Miguel Ahuehuetitlán | 1969             | 1371                 | Pueblo     |
| 202590002    | La Luz Tenexcalco        | 428              | 1362                 | Ranchería  |
| 202590003    | Santa Cruz               | 39               | 1292                 | Indefinida |
| 202590004    | El Zapote                | 8                | 1351                 | Indefinida |
| 202590005    | El Sabino                | 12               | 1417                 | Indefinida |

### Grado de marginación
De acuerdo a los estudios realizados por la Secretaría de Desarrollo Social en 2010, el 51% de la población del municipio vive en condiciones de pobreza extrema. El grado de marginación de San Miguel Ahuehuetitlán es clasificado como Muy alto. En 2014 el municipio fue incluido en la Cruzada nacional contra el hambre.

## Política

### Gobierno
El ayuntamiento está compuesto por seis regidores, un síndico y un presidente municipal, cargo que desempeña Pepe Leonel Bazán Alvarado para el periodo 2014-2016.

### Regionalización
San Miguel Ahuehuetitlán pertenece al III Distrito Electoral Federal de Oaxaca y al VI Distrito Electoral Local, con sede en Huajuapan de León.